# Medalha William Smith
A   Medalha  William Smith    é uma recompensa científica  anual concedida pela  Sociedade Geológica de Londres para a pesquisa proeminente no domínio da geologia aplicada ou geologia econômica.
Foi nomeada em homenagem ao geólogo britânico William Smith (1769-1839).
A primeira medalha William Smith foi concedida em 1977.

## Laureados
- 1977 - Robert Ferguson Legget
- 1978 - Marion King Hubbert
- 1979 - William Harry Mayne
- 1980 - George Armstrong
- 1981 - John Stewart Webb
- 1982 - Albert Walter Bally
- 1983 - Roy Woodall
- 1984 - Bernard Pierre Tissot
- 1985 - Peter George Fookes
- 1986 - Peter Robbins Vail
- 1987 - Robert Stanton
- 1988 - Peter Ziegler
- 1989 - Richard Allen Downing
- 1990 - Desmond A Pretorius
- 1991 - William Robert Dearman
- 1992 - Daniel Francis Merriam
- 1993 - Evert Hoek
- 1994 - Ziad Rafiq Beydoun
- 1995 - John Knill
- 1996 - Richard Henry Sillitoe
- 1997 - John Anthony Cherry
- 1998 - Stephen Larter
- 1999 - John William Lloyd
- 2000 - enys Brunsden
- 2001 - enneth William Glennie
- 2002 - icholas Ambraseys
- 2003 - Richard Hardman
- 2004 - Jeffrey Hedenquist
- 2005 - Robert Knipe
- 2006 - Stephen Foster
- 2007 - Michael Worthington